# Década de 810

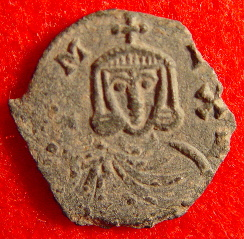
Michael I (Byzantine Emperor)

Séculos: (Século VIII - Século IX - Século X)
Décadas: 760 770 780 790 800 - 810 - 820 830 840 850 860
Anos: 810 - 811 - 812 - 813 - 814 - 815 - 816 - 817 - 818 - 819